# Ácido nisínico
El ácido nisínico es un ácido graso omega-3 poliinsaturado de cadena muy larga, similar al ácido docosahexaenoico (DHA). El nombre del lípido abreviado es 24:6 (n-3) y el nombre químico es ácido todo-cis-6,9,12,15,18,21-tetracosahexaenoico. No está bien estudiado, pero los ácidos grasos poliinsaturados incluso más largos que el DHA, incluido el ácido nisínico, pueden ser una promesa científica.
A temperatura ambiente es un sólido de densidad 0,9452 g/cm³ e índice de refracción 1,5122 a 20 °C. Es insoluble en agua y soluble en benceno, cloroformo, metanol, dietiléter y éter de petróleo.
Fue identificado en 1934, y elucidada su estructura en 1935, por los investigadores japoneses Yoshiyuki Toyama y Tomotaro Tsuchyia del aceite de sardina japonesa (Clupanodon melanostica) y del aceite de bacalao, y del hígado de tiburón. También propusieron el nombre ácido nisínico, sin explicar su origen.